# Cephalaeschna acutifrons
Cephalaeschna acutifrons е вид водно конче от семейство Aeshnidae.

## Разпространение
Видът е разпространен в Индия (Сиким), Мианмар и Непал.